# 瓜連駅

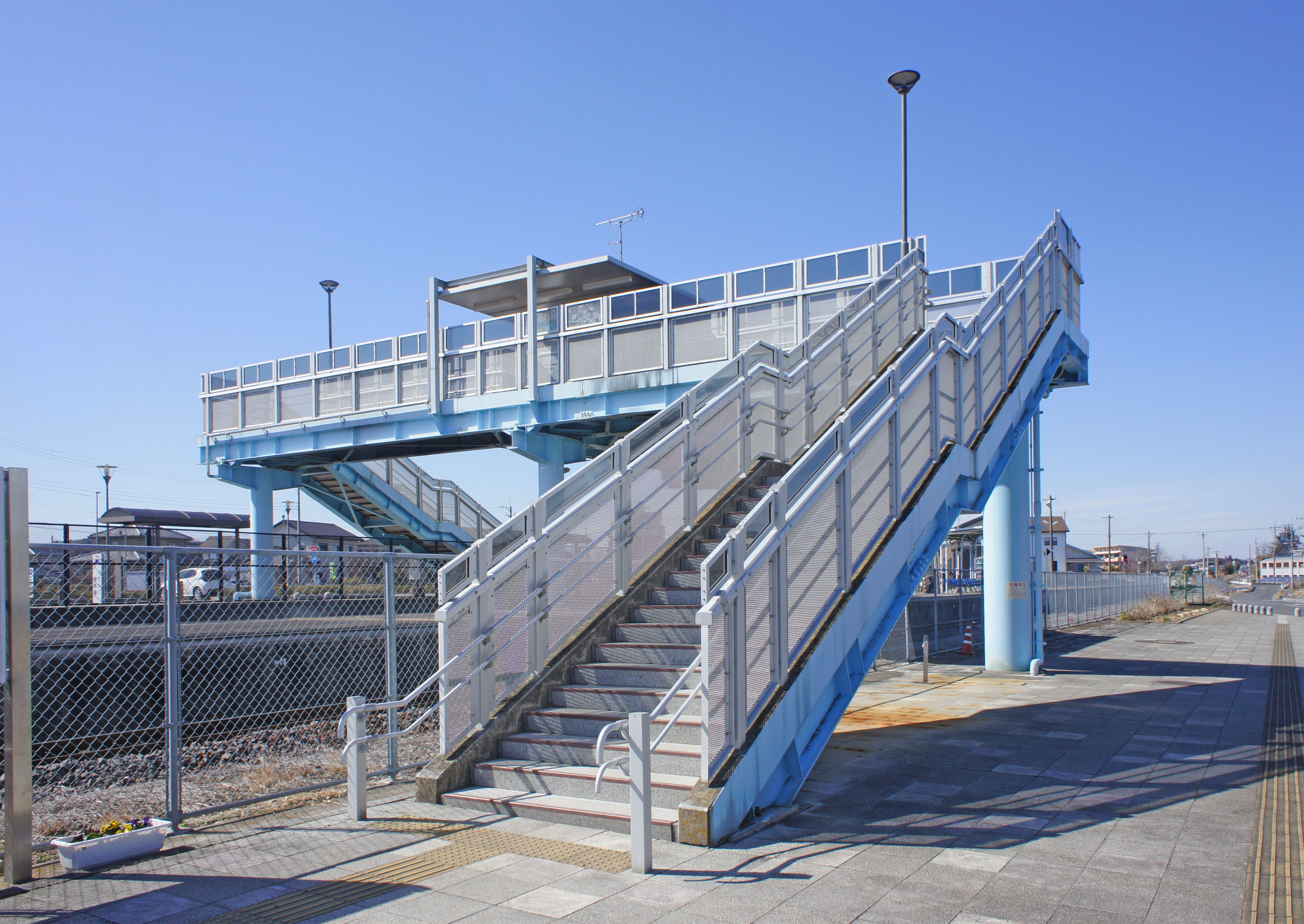
北口（2022年2月）

瓜連駅（うりづらえき）は、茨城県那珂市瓜連にある、東日本旅客鉄道（JR東日本）水郡線の駅である。

## 歴史
- 1918年（大正7年）
  - 6月12日：水戸鉄道 (2代)の駅として開業[2]。当時は終着駅であった。
  - 10月23日：当駅 - 常陸大宮駅間開業。
- 1927年（昭和2年）12月1日：水戸鉄道が国有化[2]。国有鉄道の駅となる。
- 1970年（昭和45年）10月1日：貨物取扱い廃止[2]。
- 1983年（昭和58年）6月1日：荷物扱い廃止（新聞に限り存続）[3]。水郡線CTC化により無人化[3]。行き違い設備は存続し、駅舎内で地方公共団体に乗車券発売を委託した簡易委託駅となる。
- 1987年（昭和62年）4月1日：国鉄分割民営化により、JR東日本の駅となる[2]。

## 駅構造
島式ホーム1面2線を有する地上駅で、橋上駅舎を有する。かつては駅舎側（上り線側）に保線機器用側線があった。
水郡線統括センター（常陸大子駅）管理の簡易委託駅である。

### のりば

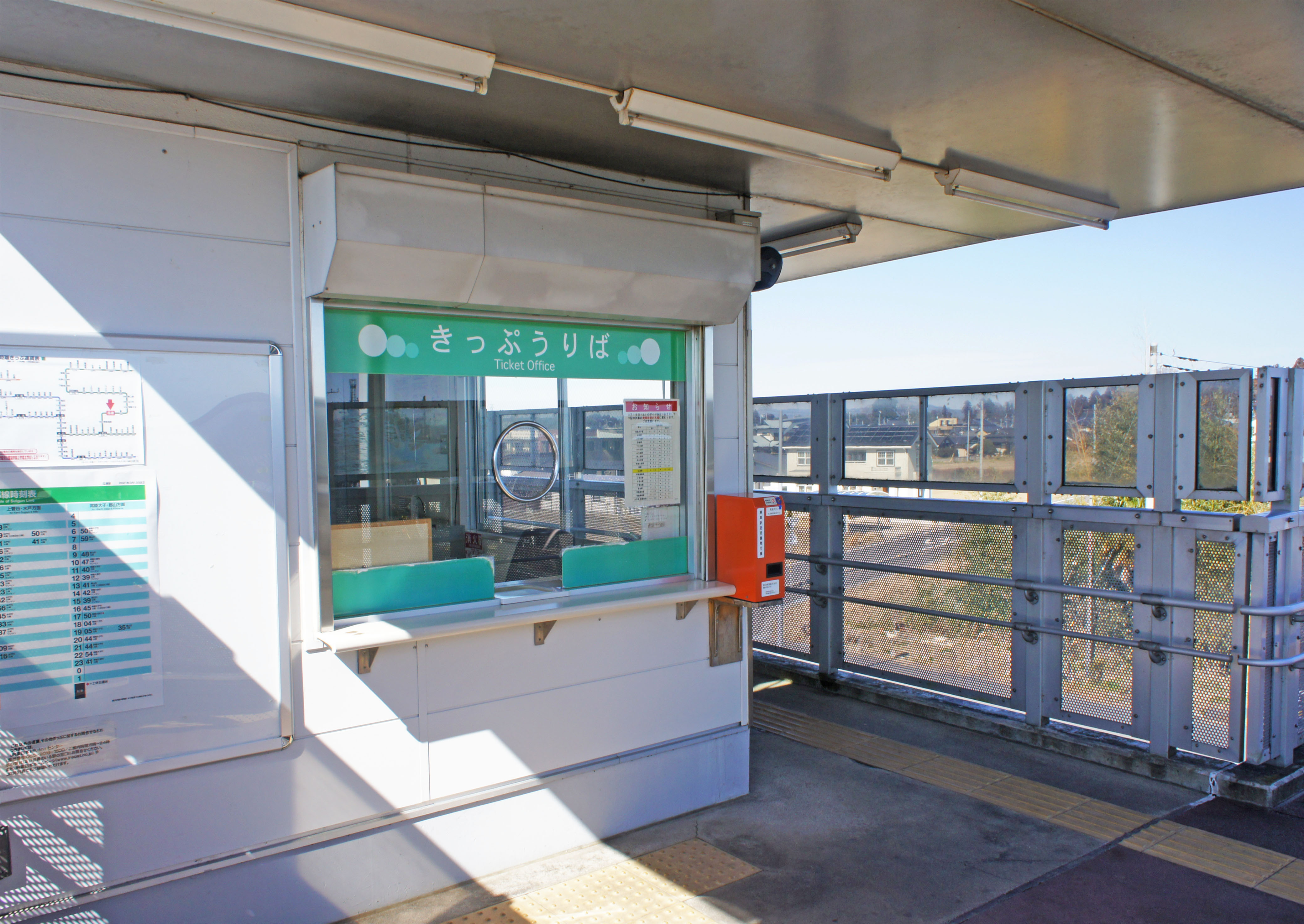
改札口（2022年2月）
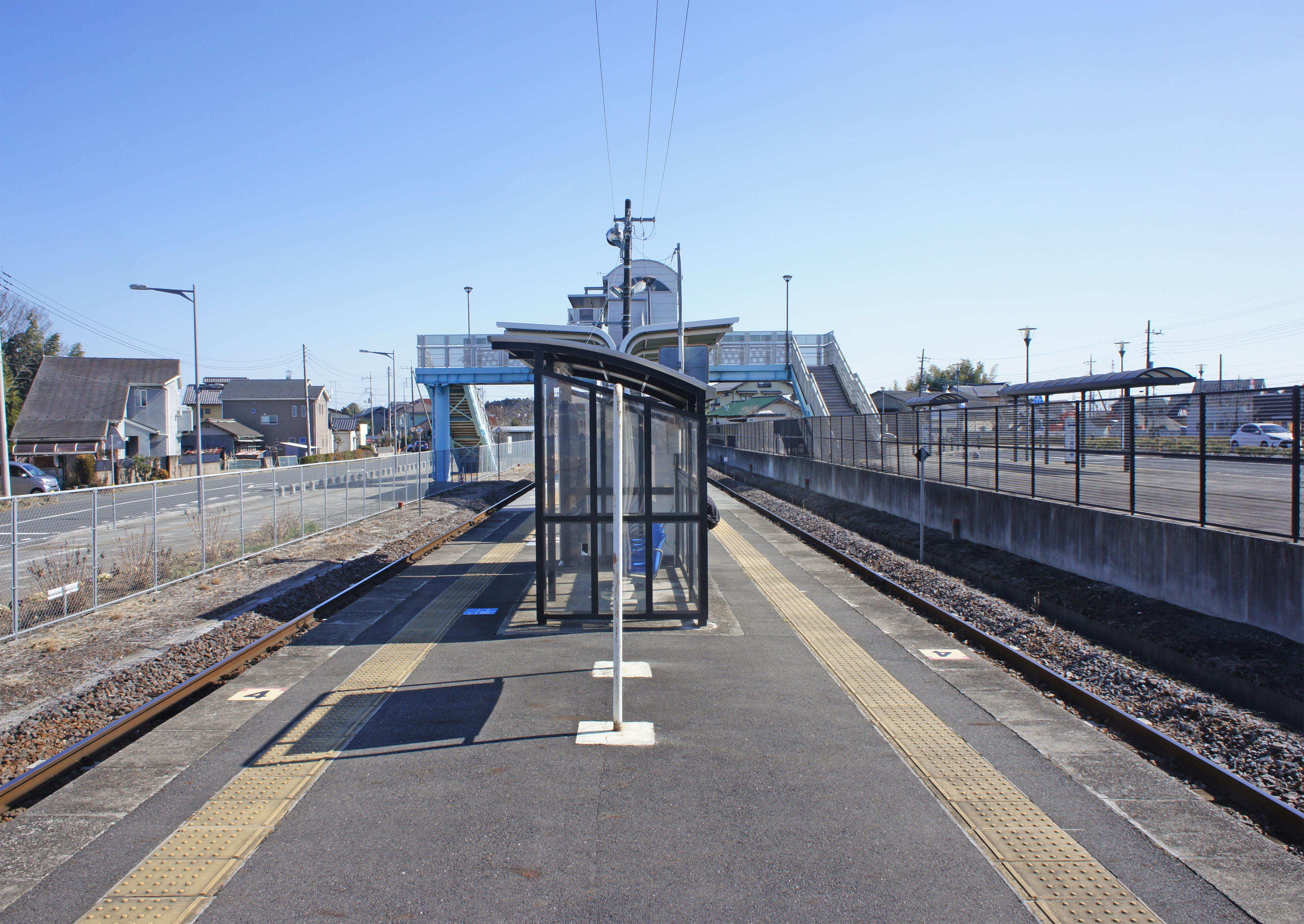
ホーム（2022年2月）

| ホーム | 路線    | 方向 | 行先               |
| ------ | ------- | ---- | ------------------ |
| 西側   | ■水郡線 | 下り | 常陸大子・郡山方面 |
| 東側   | ■水郡線 | 上り | 上菅谷・水戸方面   |

（出典：JR東日本:駅構内図）
- 案内上のホーム番号は設定されていない。

- 改札口（2022年2月）
- ホーム（2022年2月）

## 利用状況
JR東日本によると、2023年度（令和5年度）の1日平均乗車人員は214人である。
2001年度（平成13年度）以降の推移は以下のとおりである。
| 乗車人員推移       | 乗車人員推移     | 乗車人員推移    |
| 年度               | 1日平均 乗車人員 | 出典            |
| ------------------ | ---------------- | --------------- |
| 2001年（平成13年） | 458              | [ 利用客数 2 ]  |
| 2002年（平成14年） | 425              | [ 利用客数 3 ]  |
| 2003年（平成15年） | 419              | [ 利用客数 4 ]  |
| 2004年（平成16年） | 420              | [ 利用客数 5 ]  |
| 2005年（平成17年） | 419              | [ 利用客数 6 ]  |
| 2006年（平成18年） | 433              | [ 利用客数 7 ]  |
| 2007年（平成19年） | 416              | [ 利用客数 8 ]  |
| 2008年（平成20年） | 398              | [ 利用客数 9 ]  |
| 2009年（平成21年） | 375              | [ 利用客数 10 ] |
| 2010年（平成22年） | 334              | [ 利用客数 11 ] |
| 2011年（平成23年） | 312              | [ 利用客数 12 ] |
| 2012年（平成24年） | 303              | [ 利用客数 13 ] |
| 2013年（平成25年） | 315              | [ 利用客数 14 ] |
| 2014年（平成26年） | 294              | [ 利用客数 15 ] |
| 2015年（平成27年） | 302              | [ 利用客数 16 ] |
| 2016年（平成28年） | 286              | [ 利用客数 17 ] |
| 2017年（平成29年） | 277              | [ 利用客数 18 ] |
| 2018年（平成30年） | 264              | [ 利用客数 19 ] |
| 2019年（令和元年） | 261              | [ 利用客数 20 ] |
| 2020年（令和02年） | 208              | [ 利用客数 21 ] |
| 2021年（令和03年） | 197              | [ 利用客数 22 ] |
| 2022年（令和04年） | 208              | [ 利用客数 23 ] |
| 2023年（令和05年） | 214              | [ 利用客数 1 ]  |

## 駅周辺
駅南側は、駅前広場として整備されている。従来は元々駅舎があった北側のみに出入口があり、南側の広場は2000年代になって整備された。
- 国道118号
- 那珂市役所瓜連支所（旧・瓜連町役場）
  - 瓜連郵便局（瓜連支所内）
- 瓜連体育館
- 那珂市立瓜連小学校
- 那珂市立瓜連中学校
- 常福寺
- 茨城交通「瓜連駅口」停留所
- あまや座

## 隣の駅
東日本旅客鉄道（JR東日本）
■水郡線
常陸鴻巣駅 - *常陸中里駅 - 瓜連駅 - 静駅
*打消線は廃駅

### 記事本文
1. 1 2 3  『週刊 JR全駅・全車両基地』 42号 水戸駅・常陸太田駅・高萩駅ほか74駅、朝日新聞出版〈週刊朝日百科〉、2013年6月9日、24頁。
2. 1 2 3 4 5  石野哲（編）『停車場変遷大事典 国鉄・JR編 Ⅱ』（初版）JTB、1998年10月1日、440頁。ISBN 978-4-533-02980-6。
3. 1 2  “日本国有鉄道公示第35号”. 官報 (16896). (1983年6月1日)
4. 1 2  “時刻表 瓜連駅”.   東日本旅客鉄道. 2019年8月18日閲覧。

### 利用状況
1. 1 2  “各駅の乗車人員（2023年度）”.   東日本旅客鉄道. 2024年7月21日閲覧。
2. ↑  “各駅の乗車人員（2001年度）”.   東日本旅客鉄道. 2019年3月1日閲覧。
3. ↑  “各駅の乗車人員（2002年度）”.   東日本旅客鉄道. 2019年3月1日閲覧。
4. ↑  “各駅の乗車人員（2003年度）”.   東日本旅客鉄道. 2019年3月1日閲覧。
5. ↑  “各駅の乗車人員（2004年度）”.   東日本旅客鉄道. 2019年3月1日閲覧。
6. ↑  “各駅の乗車人員（2005年度）”.   東日本旅客鉄道. 2019年3月1日閲覧。
7. ↑  “各駅の乗車人員（2006年度）”.   東日本旅客鉄道. 2019年3月1日閲覧。
8. ↑  “各駅の乗車人員（2007年度）”.   東日本旅客鉄道. 2019年3月1日閲覧。
9. ↑  “各駅の乗車人員（2008年度）”.   東日本旅客鉄道. 2019年3月1日閲覧。
10. ↑  “各駅の乗車人員（2009年度）”.   東日本旅客鉄道. 2019年3月1日閲覧。
11. ↑  “各駅の乗車人員（2010年度）”.   東日本旅客鉄道. 2019年3月1日閲覧。
12. ↑  “各駅の乗車人員（2011年度）”.   東日本旅客鉄道. 2019年3月1日閲覧。
13. ↑  “各駅の乗車人員（2012年度）”.   東日本旅客鉄道. 2019年3月1日閲覧。
14. ↑  “各駅の乗車人員（2013年度）”.   東日本旅客鉄道. 2019年3月1日閲覧。
15. ↑  “各駅の乗車人員（2014年度）”.   東日本旅客鉄道. 2019年3月1日閲覧。
16. ↑  “各駅の乗車人員（2015年度）”.   東日本旅客鉄道. 2019年3月1日閲覧。
17. ↑  “各駅の乗車人員（2016年度）”.   東日本旅客鉄道. 2019年3月1日閲覧。
18. ↑  “各駅の乗車人員（2017年度）”.   東日本旅客鉄道. 2019年3月1日閲覧。
19. ↑  “各駅の乗車人員（2018年度）”.   東日本旅客鉄道. 2019年7月21日閲覧。
20. ↑  “各駅の乗車人員（2019年度）”.   東日本旅客鉄道. 2020年7月16日閲覧。
21. ↑  “各駅の乗車人員（2020年度）”.   東日本旅客鉄道. 2021年7月28日閲覧。
22. ↑  “各駅の乗車人員（2021年度）”.   東日本旅客鉄道. 2022年8月12日閲覧。
23. ↑  “各駅の乗車人員（2022年度）”.   東日本旅客鉄道. 2023年7月10日閲覧。